# Conus taitensis
Espèce
Conus taitensis est une espèce de mollusques gastéropodes marins de la famille des Conidae.
Comme toutes les espèces du genre Conus, ces escargots sont prédateurs et venimeux. Ils sont capables de « piquer » les humains et doivent donc être manipulés avec précaution, voire pas du tout.

## Distribution
Cette espèce marine est présente dans le Pacifique Sud au large des îles Marquises.

## Taxonomie

### Publication originale
L'espèce Conus taitensis a été décrite pour la première fois en 1792 par le conchyliologiste danois Christian Hee Hwass dans « Encyclopédie méthodique ou par ordre de matières Histoire naturelle des vers - volume 1 » écrite par le naturaliste français Jean-Guillaume Bruguière (1750-1798),.

### Synonymes
- Conus (Rhizoconus) taitensis Hwass, 1792 · appellation alternative
- Rhizoconus taitensis (Hwass, 1792) · non accepté